# Bümmerstede
Bümmerstede est un quartier de la ville d’Oldenbourg en Allemagne, dans le land de Basse-Saxe. Bümmerstede dépendait de la commune d'Osternburg jusqu'en 1922, date à laquelle il a été rattaché à Oldenbourg.

## Situation géographique
Bümmerstede est situé dans la partie la plus méridionale de la ville d'Oldenbourg ; au nord, se situe le quartier de Kreyenbrück ; à l'est le quartier de Krusenbusch, dont Bummersted est séparé par la ligne ferroviaire Oldenburg - Osnabrück et par la réserve naturelle installée depuis 1998 sur le site de l'ancien chemin de fer de Krusenbusch. 

## Histoire
Bümmerstede est attesté depuis le VIIe siècle comme une zone de pâturage pour des troupeaux de moutons et de bovins. Des maisons de familles d'agriculteurs qui se sont installées dans la région au XVIe siècle sont conservées dans l'ancien centre ville. Un registre de 1581 répertoriant les hommes de « Bümmerstedt » est conservé. 
La plus ancienne stèle commémorative d'Oldenbourg se trouve à Bümmerstede : elle est dédiée aux quatre morts de la guerre contre les armées napoléoniennes en 1813-1814.

## Lieux et monuments
Une partie importante du quartier est occupée par la caserne Henning von Tresckow, qui a accueilli jusqu'en 2014 l'état-major de la brigade aéroportée 31 et une partie du bataillon de soutien aéroporté 272.
Deux églises sont situées dans lce quartier : l'église évangélique luthérienne et l'église paroissiale catholique Sankt Josef. 